# بابی هتفیلد

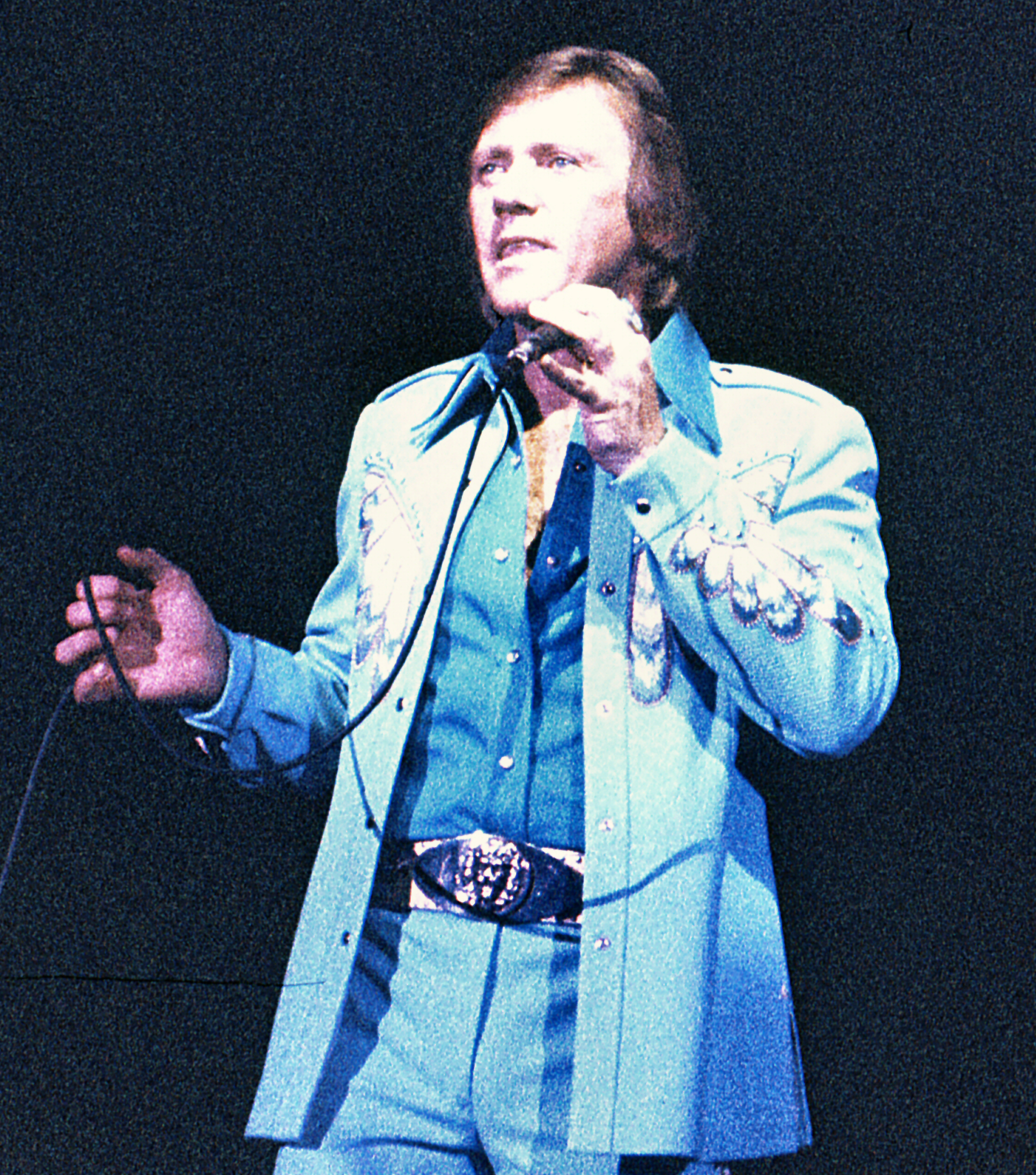
بابی هتفیلد

بابی هتفیلد (انگلیسی: Bobby Hatfield؛ ۱۰ اوت ۱۹۴۰ – ۵ نوامبر ۲۰۰۳) یک موسیقی‌دان اهل ایالات متحده آمریکا بود. وی بین سال‌های ۱۹۶۱ تا ۲۰۰۳ میلادی فعالیت می‌کرد.